# Колония-Офир
Колония-Офир (исп. Colonia Ofir) — небольшое поселение в уругвайском департаменте Рио-Негро, расположенное недалеко от границы с Аргентиной. 
Большую часть населения составляют потомки русских старообрядцев, основавших колонию в 1966 году. Местные жители по-прежнему сохраняют русский язык, традиции и веру.

## География
Колония-Офир расположена в 15 км от города Сан-Хавьер, также основанного русскими переселенцами.